# Озброєння та військова техніка армії США
Список озброєння та військової техніки армії США — перелік озброєння, військової техніки, зброї та спеціального оснащення, що перебуває на озброєнні В Армії Сполучених Штатів Америки.

## Зброя
| Назва                                 | Фото             | Тип                                                      | Модифікації                                                                 | Калібр                                                                        | Походження       | Кількість        | Прим. |
| Стрілецька зброя                      | Стрілецька зброя | Стрілецька зброя                                         | Стрілецька зброя                                                            | Стрілецька зброя                                                              | Стрілецька зброя | Стрілецька зброя | Стрілецька зброя |
| Пістолети                             | Пістолети        | Пістолети                                                | Пістолети                                                                   | Пістолети                                                                     | Пістолети        | Пістолети        | Пістолети |
| ------------------------------------- | ---------------- | -------------------------------------------------------- | --------------------------------------------------------------------------- | ----------------------------------------------------------------------------- | ---------------- | ---------------- | --- |
| SIG Sauer M17                         |                  | самозарядний пістолет                                    |                                                                             | 9×19 мм Парабелум                                                             | США              |                  | SIG Sauer P320 — стандартний пістолет армії США. Переможець конкурсу Modular Handgun System. На нього замінено всі пістолети M9 і M11, що були в експлуатації |
| Glock 26                              |                  | самозарядний пістолет                                    |                                                                             | 9×19 мм Парабелум                                                             | Австрія          |                  | використовується підрозділами ССО |
| Glock 19                              |                  | самозарядний пістолет                                    |                                                                             | 9×19 мм Парабелум                                                             | Австрія          |                  | масово використовується підрозділами ССО |
| Glock 17                              |                  | самозарядний пістолет                                    |                                                                             | 9×19 мм Парабелум                                                             | Австрія          |                  | обмежено використовується підрозділами ССО |
| Beretta M9                            |                  | самозарядний пістолет                                    | M9A1, M9A3                                                                  | 9×19 мм Парабелум                                                             | Італія           |                  | знімається з озброєння |
| M11                                   |                  | самозарядний пістолет                                    |                                                                             | 9×19 мм Парабелум                                                             | Швейцарія        |                  | знімається з озброєння |
| Пістолети-кулемети                    |                  |                                                          |                                                                             |                                                                               |                  |                  | |
| APC9                                  |                  | пістолет-кулемет                                         |                                                                             | 9×19 мм Парабелум                                                             | США/ Швейцарія   |                  | Використовується у військовій поліції та службах безпеки як малогабаритна зброя (SCW). Станом на 2019 рік США прийняли на озброєння невелику кількість.       |
| MP7                                   |                  | пістолет-кулемет                                         | MP7A1                                                                       | 4,6×30 мм                                                                     | Німеччина        |                  | обмежено використовується DEVGRU |
| SIG MPX                               |                  | пістолет-кулемет                                         |                                                                             | 9×19 мм Парабелум                                                             | США              |                  | обмежено використовується для спеціальних завдань та операцій                                                                                                 |
| Автоматична особиста зброя            |                  |                                                          |                                                                             |                                                                               |                  |                  | |
| XM7                                   |                  | штурмова гвинтівка                                       |                                                                             | 6,8 × 51 мм                                                                   | США              |                  | Майбутня стандартна штурмова гвинтівка на заміну M4A1 для ближнього бою. Переможець програми NGSW у квітні 2022 року                                          |
| M16A2                                 |                  | автоматична гвинтівка                                    |                                                                             | 5,56×45 мм НАТО                                                               | США              |                  | Практично вийшла з користування; залишається на складському зберіганні                                                                                        |
| M4                                    |                  | автоматичний карабін                                     | M4 MWS, M4A1, CQBR                                                          | 5,56×45 мм НАТО                                                               | США              |                  | Стандартна індивідуальна стрілецька зброя усіх підрозділів армії США                                                                                          |
| HK416                                 |                  | автоматична гвинтівка                                    | HK417                                                                       | 5,56×45 мм НАТО                                                               | Німеччина        |                  | Використовується тільки армійськими Силами спецоперацій |
| Mk 17 Mod 0                           |                  | бойова штурмова гвинтівка                                |                                                                             | 7,62×51 мм НАТО                                                               | Бельгія          |                  | Використовується тільки армійськими Силами спецоперацій |
| SIG MCX                               |                  | штурмова гвинтівка                                       |                                                                             | 5,56×45 мм НАТО/7,62×35 мм                                                    | США              |                  | Використовується тільки ССО |
| Рушниці                               |                  |                                                          |                                                                             |                                                                               |                  |                  | |
| 500 MILS                              |                  | рушниця                                                  | 590M MILS                                                                   | 12-gauge                                                                      | США              |                  | |
| M1014                                 |                  | рушниця                                                  |                                                                             | 12-gauge                                                                      | Італія           |                  | |
| M26 MASS                              |                  | підствольна рушниця                                      |                                                                             | 12-gauge                                                                      | США              |                  | |
| Снайперські та марксменські гвинтівки |                  |                                                          |                                                                             |                                                                               |                  |                  | |
| Mk 14 EBR                             |                  | марксменська гвинтівка                                   |                                                                             | 7,62×51 мм НАТО                                                               | США              |                  | |
| SDM-R                                 |                  | марксменська гвинтівка                                   |                                                                             | 5,56×45 мм НАТО                                                               | США              |                  | |
| M110 SASS                             |                  | снайперська/марксменська гвинтівка                       | CSASS                                                                       | 7,62×51 мм НАТО                                                               | США              |                  | На заміну M39 & Mk 11 (для морської піхоти) та Mk 14 EBR (для армії)                                                                                          |
| M24                                   |                  | снайперська гвинтівка                                    |                                                                             | 7,62×51 мм НАТО                                                               | США              |                  | |
| M2010                                 |                  | снайперська гвинтівка                                    |                                                                             | .300 Winchester Magnum                                                        | США              |                  | |
| MK 22 ASR                             |                  | снайперська гвинтівка                                    |                                                                             | .260 Remington, .308 Winchester, 7mm Remington Magnum, .300 Winchester Magnum | США              |                  | |
| M107                                  |                  | великокаліберна снайперська гвинтівка                    | M107A1                                                                      | 12,7×99 мм НАТО                                                               | США              |                  | |
| Mk 20 SSR                             |                  | снайперська гвинтівка                                    |                                                                             | 7,62×51 мм НАТО                                                               | Бельгія          |                  | |
| Mk 13 Mod 5                           |                  | снайперська гвинтівка                                    |                                                                             | .300 Winchester Magnum                                                        | США              |                  | |
| HK417 SDMR                            |                  | марксменська гвинтівка                                   |                                                                             | 7,62×51 мм НАТО                                                               | Німеччина        | 6000             | |
| Кулемети                              |                  |                                                          |                                                                             |                                                                               |                  |                  | |
| M250                                  |                  | ручний кулемет                                           |                                                                             | 6,8 × 51 мм                                                                   | США              |                  | Майбутній ручний кулемет. Переможець програми NGSW у квітні 2022 року                                                                                         |
| M240                                  |                  | єдиний кулемет                                           | M240C, M240L, M240E5/M240H                                                  | 7,62×51 мм НАТО                                                               | США              |                  | |
| M249                                  | ceneter          | легкий кулемет                                           | M249 Paratrooper                                                            | 5,56×45 мм НАТО                                                               | Бельгія          |                  | модифікація бельгійського кулемета FN Minimi |
| Гранатомети                           |                  |                                                          |                                                                             |                                                                               |                  |                  | |
| M203                                  |                  | Підствольний гранатомет                                  | M203A1, M203A2, M203PI, M203 DAX                                            | 40-мм гранати                                                                 | США              |                  | |
| M320                                  |                  | Підствольний гранатомет                                  |                                                                             | 40-мм гранати                                                                 | Німеччина        |                  | |
| Mk 19                                 |                  | автоматичний гранатомет                                  | Mk 19 Mod 0, Mk 19 Mod 1, Mk 19 Mod 2, Mk 19 Mod 3, Mk 19 Mod 4             | 40-мм гранати                                                                 | США              |                  | |
| Mk 47 Striker                         |                  | автоматичний гранатомет                                  | Mk47 Mod 0, Mk47 Mod 1                                                      | 40-мм гранати                                                                 | США              |                  | |
| Гранати                               |                  |                                                          |                                                                             |                                                                               |                  |                  | |
| M67                                   |                  | ручна граната                                            |                                                                             |                                                                               | США              |                  | |
| M18                                   |                  | димова граната                                           |                                                                             |                                                                               | США              |                  | |
| M84                                   |                  | світлошумова граната                                     |                                                                             |                                                                               | США              |                  | |
| Важка стрілецька зброя                |                  |                                                          |                                                                             |                                                                               |                  |                  | |
| M61 Vulcan                            |                  | 20-мм 6-ти ствольна автоматична гармата системи Гатлінга |                                                                             | 20×102 мм                                                                     | США              |                  | |
| M134                                  |                  | 7,62-мм 6-ти ствольний кулемет Гатлінга                  |                                                                             | 7,62×51 мм НАТО                                                               | США              |                  | |
| M2 HMG                                |                  | важкий кулемет                                           | M2A1                                                                        | .50 BMG                                                                       | США              |                  | |
| Протитанкова зброя                    |                  |                                                          |                                                                             |                                                                               |                  |                  | |
| FGM-148 Javelin                       |                  | ПТРК                                                     |                                                                             | 127-мм                                                                        | США              |                  | |
| BGM-71 TOW                            |                  | ПТРК                                                     | BGM-71B, BGM-71C, BGM-71D, BGM-71E, BGM-71F, BGM-71G, BGM-71H, Improved TOW | 152-мм                                                                        | США              |                  | |
| AT4                                   |                  | реактивна протитанкова граната                           |                                                                             | 84-мм                                                                         | Швеція           | 600 000          | |
| M72 LAW                               |                  | реактивна протитанкова граната                           |                                                                             | 66-мм                                                                         | США              |                  | |
| M141                                  |                  | протифортифікаційна граната                              |                                                                             | 83,5-мм                                                                       | США              |                  | |
| M3 MAAWS                              |                  | протитанкова безвідкотна гармата                         |                                                                             | 84×246-мм R                                                                   | Швеція           |                  | |
| SMAW                                  |                  | ручний протитанковий гранатомет                          |                                                                             | 83,5-мм                                                                       | США              |                  | |
| Засоби ППО                            |                  |                                                          |                                                                             |                                                                               |                  |                  | |
| FIM-92 Stinger                        |                  | ПЗРК                                                     |                                                                             |                                                                               | США              |                  | |
| Міномети                              |                  |                                                          |                                                                             |                                                                               |                  |                  | |
| M120                                  |                  | міномет                                                  |                                                                             | 120-мм міни                                                                   | Ізраїль          |                  | |
| M252                                  |                  | міномет                                                  |                                                                             | 81-мм міни                                                                    | Велика Британія  |                  | |
| M224                                  |                  | міномет                                                  |                                                                             | 60-мм міни                                                                    | США              |                  | |

## Військова техніка

### Літаки
| Назва            | Фото | Призначення                                                  | Походження | Модифікація        | Кількість | Прим.                          |
| ---------------- | ---- | ------------------------------------------------------------ | ---------- | ------------------ | --------- | ------------------------------ |
| C-12 Huron       |      | пасажирсько-вантажний літак                                  | США        | C-12C-12J          | 98        |                                |
| Gulfstream C-20  |      | пасажирсько-вантажний літак                                  | США        | C-20H              | 1         |                                |
| C-27J Spartan    |      | військово-транспортний літак                                 | Італія     | C-27J              | 7         |                                |
| C-41A            |      | військово-транспортний літак                                 | Іспанія    | C-41A              | 5         |                                |
| C-26 Metroliner  |      | пасажирський літак                                           | США        | C-26E              | 12        |                                |
| C-31 Troopship   |      | пасажирський літак                                           | Нідерланди | C-31A              | 2         |                                |
| Gulfstream C-37  |      | пасажирський літак                                           | США        | C-37A              | 1         |                                |
| G 120TP          |      | Навчально-тренувальний літак                                 | Німеччина  |                    | 6         |                                |
| EO-5             |      | літак спостереження                                          | Канада     | EO-5C              | 3         | Спочатку розроблявся, як RC-7B |
| RO-6             |      | літак спостереження                                          | Канада     | RO-6A              | 11        |                                |
| RC-12 Huron      |      | літак спостереження                                          | США        | RC-12DRC-12HRC-12K | 12618     |                                |
| Cessna UC-35     |      | багатоцільовий літак                                         | США        | UC-35AUC-35B       | 207       |                                |
| DHC-6 Twin Otter |      | легкий багатоцільовий літак скороченого злету та приземлення | Канада     | UV-18A             | 6         |                                |

### Гелікоптери/ЛВЗП/Конвертоплани
| Назва            | Фото | Походження             | Тип                                                         | Модифікація                            | Кількість | Прим. |
| ---------------- | ---- | ---------------------- | ----------------------------------------------------------- | -------------------------------------- | --------- | --- |
| AH-64 Apache     |      | США                    | ударний вертоліт                                            | AH-64DAH-64E                           | 91700     | |
| CH-47 Chinook    |      | США                    | десантно-транспортний гелікоптер                            | CH-47F Block ICH-47F Block II          | 4653      | 465 CH-47F Block II замовлено |
| MH-47 Chinook    |      | США                    | багатоцільовий гелікоптер                                   | MH-47G                                 | 27        | |
| EH-60 Quick Fix  |      | США                    | Гелікоптер РЕБ                                              | EH-60A                                 | 64        | |
| MH-6 Little Bird |      | США                    | багатоцільовий/ ударний гелікоптер сил спеціальних операцій | MH/AH-6M                               | 47        | 74 замовлено |
| MH-60 Black Hawk |      | США                    | багатоцільовий гелікоптер                                   | MH-60KMH-60L                           | 2335      | планується мати 1227 одиниць |
| OH-58 Kiowa      |      | США                    | Озброєний легкий розвідувальний вертоліт                    | OH-58AOH-58COH-58D Kiowa WarriorOH-58F | 618       | A/C моделі замінюватимуться на UH-72 Lakota                                                                                             |
| TH-67 Creek      |      | США/ Канада            | навчальний вертоліт                                         | TH-67                                  | 172       | Спільна розробка США-Канада |
| UH-1 Iroquois    |      | США                    | навчальний/багатоцільовий вертоліт                          | TH-1UH1-HUH-1NUH-1Y                    | 271758831 | UH-1Y виготовляється на заміну UH-1N; UH-1H, що перебуває на озброєнні Армії замінюватиметься U-72 Lakota; UH-1N Twin Huey; UH-1Y Venom |
| UH-60 Black Hawk |      | США                    | багатоцільовий гелікоптер                                   | UH-60VUH-60M                           | 7601 375  | 2 135 заплановано придбати |
| UH-72 Lakota     |      | США/ Європейський Союз | багатоцільовий гелікоптер                                   | UH-72A                                 | 470       | |

### Наземна бойова та спеціальна техніка
| Назва                                                                 | Фото                  | Походження            | Кількість             | Модифікація | Прим. |                       |
| Основний бойовий танк                                                 | Основний бойовий танк | Основний бойовий танк | Основний бойовий танк | Основний бойовий танк | Основний бойовий танк | Основний бойовий танк |
| --------------------------------------------------------------------- | --------------------- | --------------------- | --------------------- | --- | --- | --------------------- |
| M1 Abrams                                                             |                       | США                   | 6 343                 | M1A1 MBTM1A2 MBTM104 Wolverine Bridge LayerM1 Assault Breacher VehicleM1 Panther II Mine Clearing Blade/Roller System | |                       |
| Бойова машина піхоти                                                  |                       |                       |                       | | |                       |
| M2 Bradley                                                            |                       | США                   | 6 724                 | M2A3 Bradley IFVM3 Recon VehicleM4 Command and Control VehicleBradley Stinger Fighting VehicleM6 Linebacker Air DefenseBradley Engineer Squad Vehicle | |                       |
| Бронетранспортер                                                      |                       |                       |                       | | |                       |
| M113                                                                  |                       | США                   | 6 000                 | M58 WolfM113 AMEVM548A3 Cargo CarrierM90A13 Improved TOW VehicleM106 Mortar CarrierM1064 Mortar CarrierM163 VADS | |                       |
| Stryker                                                               |                       | США                   | 4 187                 | M1126 Infantry Carrier VehicleM1127 Reconnaissance VehicleM1128 Mobile Gun SystemM1129 Mortar CarrierM1130 Commander's VehicleM1131 Fire Support VehicleM1132 Engineer Squad VehicleM1133 Medical Evacuation VehicleM1134 Anti-Tank Guided Missile VehicleM1135 Nuclear, Biological, Chemical, Reconnaissance Vehicle | |                       |
| Реактивні системи залпового вогню / Оперативно-тактична ракетна зброя |                       |                       |                       | | |                       |
| M142 HIMARS                                                           |                       | США                   | 340                   | --- | Може застосовувати балістичні ракети MGM-140 ATACMS, що перетворює систему в ОТРК.                                                            |                       |
| M270 MLRS                                                             |                       | США                   | 991                   | M270A1/A2 | Виробництво завершене в 2003. Може застосовувати балістичні ракети MGM-140 ATACMS, що перетворює систему в ОТРК                               |                       |
| Артилерія                                                             |                       |                       |                       | | |                       |
| M109                                                                  |                       | США                   | 950                   | M109A3, M109A3B, M109A5, M109A5+, M109A6 «Паладин» (1 250 од.), M109A7 (271 од.) | |                       |
| M198                                                                  |                       | США                   | 327                   | | З 2000 року відбувається поступова заміна М198 на полегшену 155-мм гаубицю M777                                                               |                       |
| M777                                                                  |                       | Велика Британія       | ~403                  | | |                       |
| M119                                                                  |                       | Велика Британія       | 392                   | | M119A1, M119A2 |                       |
| MRAP                                                                  |                       |                       |                       | | |                       |
| RG-31 Nyala                                                           |                       | ПАР                   | 516                   | Версія армії США RG-31 ChargerMk5A1Mk5E | Оригінальна розробка RG-31 — Південна Африка                                                                                                  |                       |
| RG-33                                                                 |                       | ПАР                   | 2 386                 | RG-33L | Оригінальна розробка RG-33 — Південна Африка                                                                                                  |                       |
| Кугуар                                                                |                       | США                   |                       | Cougar HECougar HEVCougar JERRVCougar ISSRADBO | |                       |
| International MaxxPro                                                 |                       | США                   | 2 934                 | MaxxPro DashMRV | |                       |
| BAE Caiman                                                            |                       | США                   | 2 800 замовлено       | ----- | |                       |
| Oshkosh M-ATV                                                         |                       | США                   | 5 681                 | --- | |                       |
| Buffalo MPV                                                           |                       | США                   | 650                   | ---- | |                       |
| Бронеавтомобілі                                                       |                       |                       |                       | | |                       |
| M1117 Armored Security Vehicle                                        |                       | США                   | 2 777                 | Командно-штабна машинаБроньована ремонтно-евакуаційна машинаБойова розвідувальна машинаМашина медичної евакуаціїБронетранспортерM1200 Armored Knight | машина військової поліції |                       |
| JLTV                                                                  |                       | США                   | 12 500                | | Планується закупівля на часткову заміну HMMWV. 25 серпня 2015 року компанія Oshkosh Corporation виграла конкурс JLTV на поставку 16 901 JLTV. |                       |
| Самохідні ЗРК                                                         |                       |                       |                       | | |                       |
| AN/TWQ-1 Avenger                                                      |                       | США                   | 1 000                 | --- | |                       |
| MIM-104 Patriot                                                       |                       | США                   | 1 106 ПУ              | MM-140F (PAC-3) | Використовується як протиракета |                       |
| THAAD                                                                 |                       | США                   | 24                    | --- | протиракета |                       |

### Автомобільна та спеціальна техніка
| Назва                             | Фото                            | Походження                      | Кількість                       | Модифікація | Прим.                                                                                             |                                 |
| Спеціальна автомобільна техніка   | Спеціальна автомобільна техніка | Спеціальна автомобільна техніка | Спеціальна автомобільна техніка | Спеціальна автомобільна техніка | Спеціальна автомобільна техніка                                                                   | Спеціальна автомобільна техніка |
| --------------------------------- | ------------------------------- | ------------------------------- | ------------------------------- | --- | ------------------------------------------------------------------------------------------------- | ------------------------------- |
| HMMWV                             |                                 | США                             | ~125 000                        | ADSGround Mobility Vehicle (варіант для ССО)IMETSZEUS-HLONSM1097 Heavy HMMWV AvengerM1097A2 Unarmored Cargo/Troop/Air-defense CarrierM1114 Up-Armored Armament CarrierM1116 Up-Armored Armament CarrierM1145 Up-Armored Armament CarrierM1151A1 Up-Armored Armament CarrierM1152A1 Up-Armored Cargo/Troop CarrierM1165A1 Up-Armored General Purpose VehicleM1167A1 Up-Armored TOW Carrier |                                                                                                   |                                 |
| M1301 ISV                         |                                 | США                             |                                 | ---- |                                                                                                   |                                 |
| M1288 GMV 1.1                     |                                 | США                             |                                 | |                                                                                                   |                                 |
| M1297 A-GMV                       |                                 | США                             |                                 | |                                                                                                   |                                 |
| Desert Patrol Vehicle             |                                 | США                             | ---                             | ---- | Екстенсивно використовувалися американськими морськими котиками під час операції «Буря в пустелі» |                                 |
| Light Strike Vehicle              |                                 | США                             | ---                             | --- |                                                                                                   |                                 |
| Ranger Special Operations Vehicle |                                 | США                             | 12                              | ---- | Використовуються виключно 75-м полком рейнджерів                                                  |                                 |
| Броньовані інженерні машини       |                                 |                                 |                                 | |                                                                                                   |                                 |
| M9                                |                                 | США                             | 447                             | ---- | Бульдозер                                                                                         |                                 |
| M60A1 AVLB                        |                                 | США                             | ---                             | M60 AVLBM60A1 AVLB | танковий мостоукладальник                                                                         |                                 |
| M88                               |                                 | США                             | 748                             | M88A1 та M88A2 HERCULES | Броньована ремонтно-евакуаційна машина                                                            |                                 |
| Caterpillar D7                    |                                 | США                             | ---                             | --- | Бульдозер                                                                                         |                                 |
| Caterpillar D9                    |                                 | США                             | ---                             | --- | Бульдозер                                                                                         |                                 |
| M816 Wrecker                      |                                 | США                             | ---                             | ---- | Броньована ремонтно-евакуаційна машина                                                            |                                 |
| Husky VMMD                        |                                 | США                             | ----                            | ---- | Машина розмінування; розроблена в ПАР                                                             |                                 |
| Вантажні автомобілі               |                                 |                                 |                                 | |                                                                                                   |                                 |
| M939                              |                                 | США                             | 25 000                          | M925 Cargo truckM926 Cargo truckM928 Cargo truckM930 Dump truckM932 TractorM934 Expansible VanM936 Wrecker | Планується поступова заміна на найсучасніші Oshkosh FMTV                                          |                                 |
| FMTV                              |                                 | США                             | 108 800                         | |                                                                                                   |                                 |
| HEMTT                             |                                 | США                             | >27 000                         | |                                                                                                   |                                 |
| Oshkosh M1070                     |                                 | США                             | 4 079                           | |                                                                                                   |                                 |

## Судна
Армія США має у своєму розпорядженні низку десантно-транспортних та інших допоміжних військових суден.
| Типу «Генерал Френк Бессон»         |  | Допоміжне судно забезпечення                           | 2 | 8  |
| «Ворті»                             |  | Океанографічне науково-дослідне судно класу «Стелворт» |   | 1  |
| Типу «Раннімед»                     |  | Десантно-висадочні засоби                              |   | 35 |
| Типу «Генерал-майор Натаніель Грін» |  | Морський буксир                                        |   | 6  |